# Božovice
Božovice (rumunsky Bozovici, [bozovit͡ʃʲ]IPA) je vesnice a stejnojmenná obec v rumunské části Banátu v župě Karaš-Severin. Jako obec zahrnuje ještě vesnice Prilipec, Valea Minișului a Poneasca. Leží asi 42 km na jih od města Rešice.
Vesnice má 2183 a obec přibližně 2 500 obyvatel.